# 庫爾瓦爾登

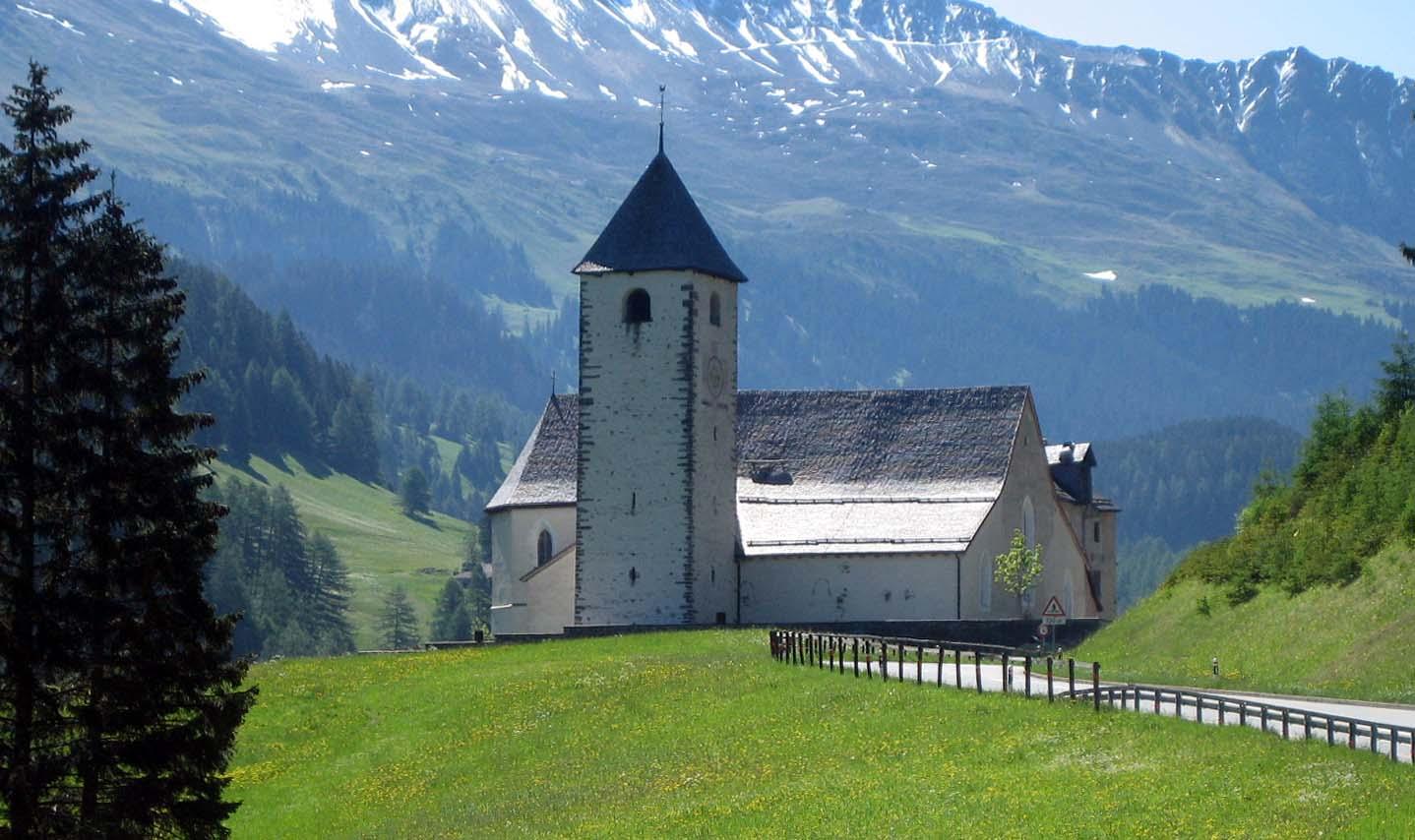

庫爾瓦爾登是瑞士的城鎮，位於該國東部，由格勞賓登州負責管轄，面積48.54平方公里，海拔高度1,230米，2011年人口2,116，人口密度每平方公里79人。

## 外部連結
- Website of tourist office of Churwalden （页面存档备份，存于）
- The sledge run at Pradaschier （页面存档备份，存于）